# ひかり!出発進行
『ひかり!出発進行』（ひかり!しゅっぱつしんこう）は、水井麻紀子による日本の4コマ漫画作品。芳文社の「まんがタイムファミリー」にて、2012年11月号より2016年7月号まで連載された。

## 概要
山あいのローカル線「ぽかぽか鉄道」の無人駅「みはらし駅」でボランティア駅長を務める女子高生・能島ひかり。彼女と地元の人々や鉄道ファンとの心温まる触れ合いを、鉄道ネタを交えながら描く4コマ漫画作品。

## 登場人物
主要な登場人物は、名前の中に新幹線の愛称が含まれている。
能島 ひかり（のしま ひかり）
無人駅・みはらし駅のボランティア駅長（肩書きは「名誉駅長」）を務める女子高生。方言を交えて喋る。
朝の登校前（7時から8時）と下校後の夕方（16時から19時）に駅に立ち、切符の販売（「ぽか鉄」としては本来のボランティア駅長の業務としていないが特別に任されているという描写がある）や駅の掃除などの業務をしている。これ以外にも駅の飾り付けや、地元の特色を活かしたイベントの企画などもしており、地元の人々の憩いの場を作っている。18時発の上り列車は必ず見送ると決めているが、これはかつて祖父から「お前のことを見に来た父親（隼）が乗っていた」と聞かされていたのも理由である（ただしこの時の隼は身バレ防止のために女装していたため、そのあまりな事態に祖父もあえて発車した後で伝えた）。
元々は祖父がみはらし駅の駅長であり、ひかりの着用しているコート、夏制服の上着は祖父のもの。ボランティア駅長は小学生の頃から務めており、話題になったこともある。
素朴で人懐っこい性格であり、地元の人々のみならず駅に来た観光客にも親しく話しかける。彼女の言動は多くの乗客に元気を与えており、逆にひかり自身も周りの人たちに愛され、元気をもらっている。
学校の成績はあまり良くなく、待合の利用客にお茶のサービスと引き換えに宿題を頼む事もある。
鉄道の現場で働いているが、鉄道ファンが語るような鉄道の知識にはそれほど詳しくない。しかし、太郎をはじめ周りの鉄道ファンの影響で、知識をつけつつはある。
現在は無職の叔母（母親の妹、母親とは10歳違い）と同居中。
第43話で「ぽかぽか鉄道」採用試験に合格し、最終第48話でぽかぽか鉄道職員として登場する
朝熊 太郎（あさま たろう）
ぽかぽか鉄道の職員。みはらし駅には集金係として訪れている。
筋金入りの鉄道ファンであり、ぽかぽか鉄道に入社した目的は「運転士になって169系電車を運転するため」。鉄道への愛をひかり達に熱く語る。乗り鉄を自称するがグッズ収集等も一通りたしなんでおり、硬券用の改札鋏も自前で購入している。
ひかりとは（鉄道ファンとしての）「常識」のズレに頭を悩ませることもしばしばだが、彼女の心遣いや仕事ぶりは認めている。
子供の頃から「鉄」に浸りきっており、さらに幼少期は『分厚いレンズの眼鏡』『かなり太い体型』『おかっぱ頭』（全て就職を機にイメチェン）であったことなどから女子との接点は殆どなかった（自分で「女子と手を繋ぐなんて高校のフォークダンス以来」と言うほど）。そのため周囲と積極的にスキンシップを取るひかりに驚かされることもしばしば。
ひかりと二人で出かける事もしばしば。但しひかりにとってはデートというより「大きい子供の引率」である。
児玉 はるか（こだま はるか）
ひかりのクラスメイトで友達。家はみはらし駅とは逆方向にあるが、ひかりに会うためによくみはらし駅を訪れている。
のほほんとした言動が多いが、実は意外に逞しい発想の持ち主。ひかりの女子高生らしからぬ発言にツッコミを入れることもある。
家が果樹園を経営している影響か虫に強い。広い果樹園は、ひかりの運転免許取得のための練習にも使用された（私有地なので免許なしで運転できるため）。
東京生活や車での移動に憧れを感じているが、ひかりを始めとした地元の人々や鉄道の温かみも大切に思っている。
長谷川 みずほ（はせがわ みずほ）
ひかりの幼なじみ。みはらし駅を利用しているが、ひかりとは別の高校に通っている。
かつてはひかりと仲が良かったが、幼少期に不用意な発言でひかりを泣かせてしまったことから「思った事をそのまま口にするとロクなことにならない」と反省したものの、それが極端化して「本心とは正反対の言動をする」という分かりやすいツンデレ気質になってしまった（本心が「訳」として作中に記されることも）。現在でもひかりと仲良くしたいのだが、いざ面と向かうと憎まれ口になってしまう。しかも当のひかりはみずほの本心を概ね理解しており変わらず親しく接してくれるため、自分の言動を反省することもしばしばである。
能島 小町（のしま こまち）
ひかりの母。旧姓は「小野」。東京に単身赴任中で、ひかりとは滅多に会えない。
早い段階から登場していたが、本編で素顔が描かれたのは「まんがタイムファミリー」2014年10月号から。ただし単行本1巻のおまけ漫画で20年前（高校時代）の顔が描かれている。
高校からの付き合いである夫、隼との序列は彼女が上（と言うより『かかあ天下』だが、夫と娘を愛する良妻賢母）である。その実情はみはらし駅のゲストノートや地元利用者の証言からうかがえる。
若々しく美人だが、その容姿とは裏腹に喧嘩っ早い性格でもあり、特に娘の事となると容赦ない。
第44話で隼との間に赤ちゃん（第二子）ができ、東京より帰ってくることになる。
能島 隼（のしま しゅん）
ひかりの父。訳あって10年前から音信を絶っていた。ひかりに会いたがっていたが、冷たい態度をとられることを恐れて、長い間友人（後述）に情報を報告してもらうのにとどまっていた。
善良な人間だがヘタレで、妻の小町には昔から頭が上がらない。過去に女装してみはらし駅へ来たことがある。
上記の「訳」とは、「10年前、イタリアンとフレンチの料理修業のために、小町の期待と幼少のころからの積み立て貯金通帳を携えて海外へ旅立った、はずが荷物を置き引きされて出国すらできず、帰るに帰れなくなった」というヘタレたもので、さらに「定食屋で働くうちに和食に目覚め、外国料理への夢も捨ててしまった」というしょうもない状況になっている。
友人宅で住み込み＆家事担当しながら改めて海外修行に出るべく貯金を続けていたが、一銭も生活費を入れていないせいか、小町も驚く金額になっていた。前述の通り小町との間に第二子が出来たこともあり、地元に帰ってくることになる。
なお、現在のところ彼だけは名前に含まれる新幹線の愛称が実物そのままではない（隼→はやぶさ）。
メガネさん／土岐 安治（とき あんじ）
みはらし駅にしばしば訪れる鉄道ファン。東京在住。バンダナをまいて眼鏡をかけたそのいでたちから、ひかりに「メガネさん」と呼ばれている。
実はひかりの父（隼）の高校時代からの友人であり、彼とは「アンジー」「のっしー」と呼び合う仲。本来は鉄道ファンではなくカーマニア（過去にFD3Sと思われる愛車に「ハニーちゃん」と名づけた黒歴史を持つ）である。
帰るに帰れなくなったひかりの父（隼）を居候させ、家事をさせる代わりに生活費全般を負担している。隼の頼みでひかりの様子を見るために、駅に多く訪れる鉄道ファンのふり（眼鏡とバンダナは変装。土岐にとっても地元に近い所であるため）をしてみはらし駅に訪れていた。しかし、役作りのために鉄道趣味に触れるうち、次第に本物の鉄道ファンになりつつある。
ヘタレてなかなか家に帰ろうとしない隼に対したびたび「帰れ」と言っているが、そういう自分も「隼の居場所を知ってるのにずっと黙ってた」ことがひかりにバレたときの事を恐れている。（実際、ひかりの父が戻った後、みはらし駅に行くことを避けている。）
そしてついに2014年11月号において、同じく高校時代の友人であった小町にバレて吊るし上げられた。
高校時代の恩師（現在のひかりの担任）曰く「学生時代は顔と頭が良くて女子に人気だけど、決してモテない」と言われる『残念なイケメン』である。現在も眼鏡を外せば美形顔だが、ひかりの父（隼）が作る料理（から揚げ）を食べ続けた結果、時々自力で靴下を履くのにも難儀する位の中年体型へと変貌してしまい、小町も最初本人とは気づかなかった。後に出されたスピンオフ作の同人誌では、隼との同居を解消して以降は体形が元に戻り、『イケおじ』の姿でみはらし駅を再訪している。
能島 疾風（のしま はやて）
ひかりの祖父。元みはらし駅駅長。
ひかりが中学生の頃までは駅にいたが、高校に入った頃から見かけなくなった。ひかりが高1のバレンタインデーの時に常連客から聞かれた際には「雲の上に行ってしまった」と答えている。
前述の理由から死亡したと思われていた（実際、土岐も勘違いしていた）が、実はひかりの父を誘い出す為に定年退職を機に「雲の上（にある高い山の山小屋へ住込みバイト）に行ってしまった」のだということが明らかになった。
実は隼やひかりと血がつながってないらしい。
ひかりの就職後はみはらし駅の駅長に復帰した（ボランティアなのか委託の形なのかは描写されていない）。
下田 多江（しもだ たえ）
みはらし駅を利用する老女。82歳。ひかりと同じ年の孫がいる。
ひかりの担任
鉄道ファンの中年男性。ひかりの両親と土岐の高校時代の担任でもあり、当時の話をひかりに話している。
メガネさん（昔の教え子である土岐の現在の姿）を見ても誰だか分らなかったが、（同一人物とは気づかず）「土岐なら知っているかもしれない」と彼の連絡先を教えたことから話が大きく動くことになる。
小野 翼（おの つばさ）
小町の妹。小さいころからちやほやされて過ごし、東京の大学に進学しモデルとしてスカウトされたが、その後干されて無職。
現在は能島家に居候しているが、小町の第2子出産を機に追い出される予定。
仁和 希望（にわ のぞみ）
多江の孫。5歳までは下田家にいたが、両親の離婚に伴い引っ越している。
夏休みに上京のついでにみはらし駅を訪れ、多江を慕うひかりに「心の従姉妹」の称号を与えた。
彼女の母は姑（多江）との仲が悪く離婚したが、再婚後は前の方がましだったと後悔している。彼女は厳しい祖母に気に入られたため不自由なく暮らしている。
祖母がやらせてくれた稽古事を一通りこなしたり、受験では京大を目指すなど頭は良い。メールだと人格が変わる。
なお、本編には描かれていないが前作「働け!おねえさん」の主役の一人馬渡鹿乃子はこの地の出身であるという設定があり単行本巻末のあとがきやスピンオフ作品内に里帰りしている描写がある。

## 舞台

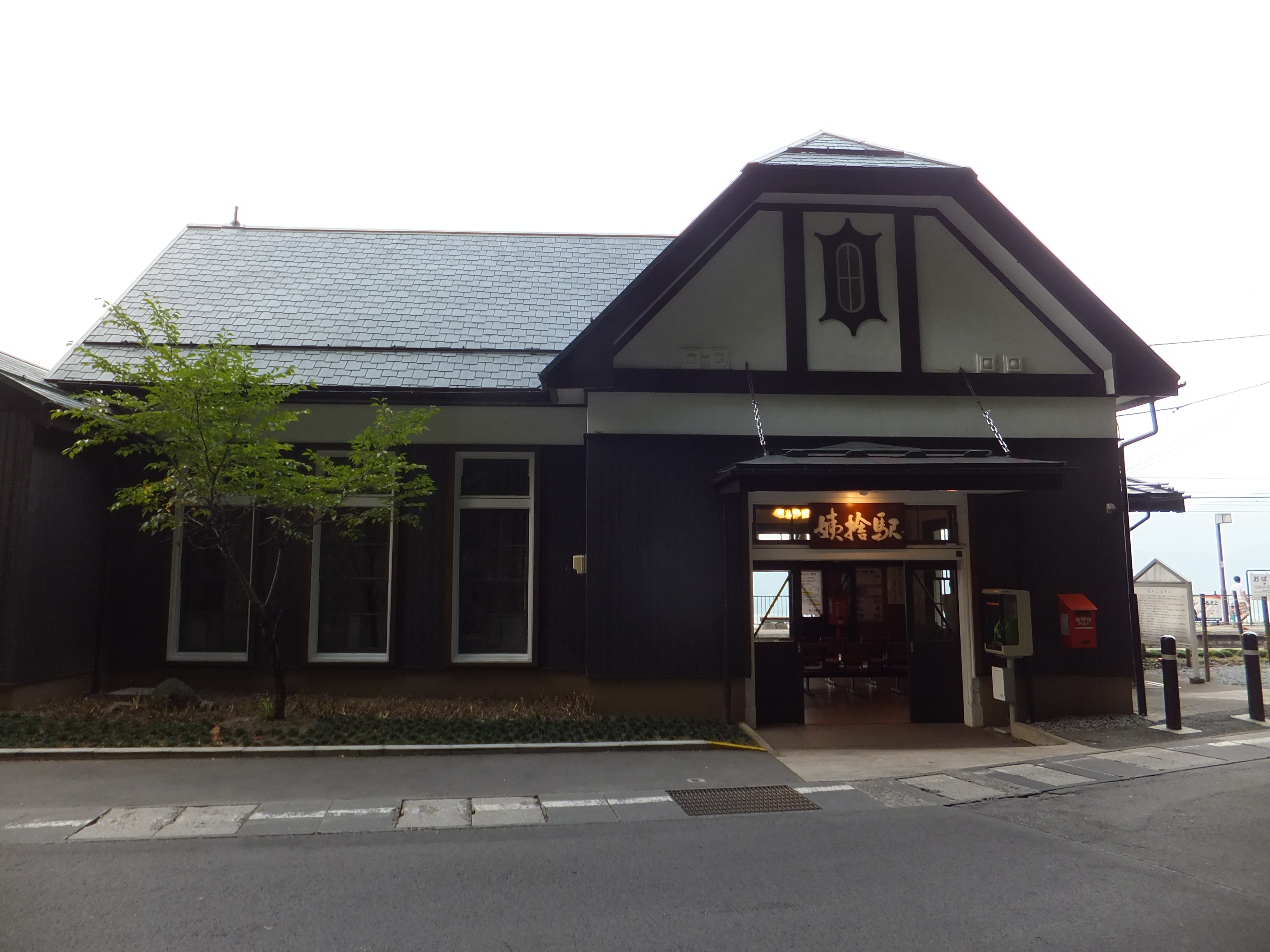
みはらし駅のモデルとなっている姨捨駅。

ぽかぽか鉄道
長野県に存在する、山あいのローカル鉄道。通称「ぽか鉄」。
115系、169系、E127系など現実にはJR東日本で使用されている車両が走っている。ただし、JRも別に会社として存在している描写があり、ぽかぽか鉄道自体はローカル鉄道会社で、169系の引退が話題に上っていることから同時期に169系を保有し使用を終了したしなの鉄道が、路線自体はみはらし駅の特徴（後述）からJR篠ノ井線がモデルである模様。
みはらし駅
ひかりが管理を委託されている駅。かつてはひかりの祖父が駅長を務めていたが、現在は無人駅となっている。
駅舎や窓口など一通りの設備は揃っており、現在はひかりを中心として地元の人々や鉄道ファンの憩いの場となっている。
駅舎の形状や、「スイッチバックが存在する」「沿線に棚田がある」「日本三大車窓の一つ」「投句箱が設置されている」「近辺に高速バスの停留所を持つサービスエリアがある」などの特徴は、現実のJR篠ノ井線・姨捨駅と共通する点が多い。

## 単行本
- 芳文社〈まんがタイムコミックス〉、既刊1巻
  1. （2014年2月6日発売／2月21日初版発行） ISBN 978-4-8322-5266-0

自費出版バージョン2巻のあとがきによれば、芳文社からの単行本刊行は、1巻刊行後に2巻は出せるが3巻は出ないと告げられ未完に終わることが確定したため、1巻のみで終了することとし、2巻以降は水井が自費出版にて改めて発行する1巻合わせで全4巻予定で発行することになった。3巻以降は連載時に割愛された部分が加筆修正されており、クラウドファンディングで印刷費の援助を利用して発行されている。
4巻の電子版については、講談社の校閲スケジュールのため2019年4月以降に流通開始となる予定であることが告知され、作者と講談社の間で合意のうえで3月31日までの期間限定でAmazon.co.jpのKindleストアにて未校閲の自費出版同人誌版が提供され、2019年4月1日付で正式版が発行され、同17日に発売されている。
自費出版バージョンの書籍版と電子版は「ひかり！出発進行」のロゴが1巻と3巻で異なる。書籍版は全巻「ひかり！出発進行」ロゴが異なっている。
電子書籍版ロゴは書籍版2巻のロゴで統一されている
- 自費出版バージョン（書籍版）（出版社：密林社）、全４巻
  1. （2016年8月12日発売）
  2. （2016年8月14日発売）
  3. （2017年12月30日発売）
  4. （2018年12月29日発売）
- 自費出版バージョン（電子版）（出版社：講談社）、全4巻
  1. （2018年7月1日発行／2018年7月27日配信）
  2. （2018年7月1日発行／2018年7月27日配信）
  3. （2018年7月1日発行／2018年7月27日配信）
  4. （2019年4月1日発行／2019年4月17日配信）